# Шильников, Иван Фёдорович
Ива́н Фёдорович Ши́льников (7 января 1877 — 8 мая 1934) — генерал-майор, участник китайского похода, русско-японской войны, Первой мировой войны, Гражданской войны в России на стороне Белого движения.

## Биография
Происходил из казачьих детей Забайкальской области.
Окончил 3-х классное городское училище (1895) и Иркутское юнкерское училище (1897).
В службу вступил 5 августа 1894 г. в 1-й Забайкальский казачий батальон.
18 марта 1895 г. произведен в младшие урядники.
31 августа 1895 г. зачислен в Иркутское юнкерское училище.
Окончил курс училища по 1-му разряду и 9 августа 1897 г. произведён в подхорунжие.
14 августа 1897 г. зачислен во 2-й Забайкальский казачий полк.
9 ноября 1897 г. произведён в хорунжие.
25 июля 1900 г. в составе 2-го эшелона полка вступил в пределы Китая. Отличился при взятии крепости Хунчун.
11 июля 1901 г. за отличия в делах против китайцев пожалован орденом Св. Владимира 4-й степени с мечами и бантом.
30 января 1902 г. командирован в Забайкалье для сопровождения казаков отпущенных на льготу.
1 августа 1902 г. произведён в сотники.
18 февраля 1903 г. перемещён на службу из Приамурского военного округа в Квантунскую область в составе полка.
6 мая 1904 г. за отличия в делах с японцами 10 марта у г. Пакчена и 15 марта у г. Тенжу (был ранен в руку и под лопатку, остался в строю) произведён в подъесаулы.
25 июня 1904 г. награждён орденом Св. Анны 4-й степени с надписью «За храбрость».
2 ноября 1904 г. за отличия в делах с японцами награждён орденом Св. Станислава 2-й степени с мечами.
7 апреля 1905 г. награждён орденом Св. Анны 2-й степени с мечами «За отличия в делах с японцами».
17 августа 1905 г. за отличия в делах против японцев произведён в есаулы.
С 10 апреля по 1 июля 1913 г. прошёл стрелковые и пулеметные курсы в г. Ораниенбауме.
6 мая 1914 г. произведён в войсковые старшины.
8 сентября 1914 г. в составе 1-го Читинского полка выступил на театр боевых действий.
1 мая 1915 г. произведён в полковники.
3 августа 1915 г. награждён орденом Св. Владимира 3-й степени с мечами.
С 7 октября 1915 г. назначен временно командующим 1-м Аргунским казачьим полком.
29 декабря 1915 г. награждён орденом Св. Анны 3-й степени с мечами и бантом.
18 февраля 1916 г. назначен командиром 1-го Читинского казачьего полка.
5 октября 1916 г. в ходе Брусиловского прорыва в бою у урочища Воля, у реки Стоход отравлен удушливыми газами и остался в бою.
В 1915—1916 гг. дважды представлялся к награждению орденом Св. Георгия 4-й степени, но награждение не состоялось.
25 января 1917 г. назначен командиром 2-й бригады 1-й Забайкальской казачьей дивизии.
12 июня 1917 г. произведён в генерал-майоры.
17 июля 1917 г. назначен начальником Эриванского отряда на правах командира не отдельного корпуса, с оставлением на должности начальника 2-й бригады Забайкальской казачьей дивизии.
Участник казачьих съездов (1917).
14 декабря 1917 г. в составе бригады отведён в Забайкалье.
1 февраля 1918 г. отрешён большевиками от командования.
Участник Белого движения на Восточном фронте с мая 1918 года, управляющий военно-административной частью Временного Забайкальского правительства. 2 октября 1918 года арестован в Чите одновременно с управляющим Забайкальской областью эсером А. М. Флегонтовым по обвинению «в социалистических взглядах». Вскоре был освобождён и в конце октября выехал в Иркутск. С 8 ноября 1918 года командовал 4-й Иркутской кавалерийской бригадой 4-го Восточно-Сибирского армейского корпуса, служил в Иркутском гарнизоне. В конце 1919 года командовал 1-м Оренбургским казачьим корпусом. В 1921-22 гг. возглавлял Забайкальскую военную организацию. В 1922 году Шильников и его жена Мария Васильевна по приговору Забайкальского Политического Народно-Революционного Суда ДВР заочно объявлены врагами народа. В конце 1922 года при переходе границы был арестован и провёл 2,5 года в тюрьме. Освобождён по амнистии 7 февраля 1925 года.
В эмиграции проживал в Харбине. Член РОВС. Служил в русском подразделении китайской армии (маршала Чжан Цзунчана). Занимал видное место в среде русской военной эмиграции в Маньчжурии, возглавлял ряд активных антисоветских организаций. В начале 1930-х годов возглавлял маньчжурское отделение РОВС. Автор многих статей о казачестве и книги «1-я Забайкальская казачья дивизия в Великой европейской войне 1914—1918 гг.» (Харбин, 1933). В 1934 году станичный атаман Забайкальской казачьей станицы в Харбине. Скончался от рака 8.05.1934 г. в Харбине. Похоронен на Новом (Успенском) кладбище.

## Награды
- Орден Св. Владимира 4-й степени с мечами и бантом (11 июля 1901)
- Орден Св. Анны 4-й степени с надписью «За храбрость» (25 июня 1904)
- Орден Св. Станислава 2-й степени с мечами (2 ноября 1904)
- Орден Св. Анны 2-й степени с мечами (7 апреля 1905) «За отличия в делах с японцами»
- Орден Св. Владимира 3-й степени с мечами (3 августа 1915)
- Орден Св. Анны 3-й степени с мечами и бантом (29 декабря 1915)